# Nancy Meyers
Nancy Jane Meyers (Filadelfia, Pensilvania, 8 de diciembre de 1949) es una directora, productora y guionista estadounidense. Dirigió y realizó el guion de las películas The Holiday y The Parent Trap.

## Biografía

### Infancia
Meyers nació en Filadelfia, Pensilvania. Es la menor de dos hijas en un hogar judío en Drexel Hill, un barrio mayoritariamente católico. Su padre, Irving, trabajó como ejecutivo en una fábrica que realizaba máquinas para votar; su madre, Patricia Lemisch, era ama de casa y participaba como voluntaria en el Head Star Program y en un asilo para ciegos. A los doce años, Meyers comenzó a interesarse por el teatro y a actuar en producciones teatrales a nivel local. Su interés por los guiones no nació hasta después de ver la película El graduado (1967), de Mike Nichols.

### Primeros años
En 1972, después de graduarse en la Universidad Americana (Washington D. C.) en Licenciatura en Periodismo y pasar un año trabajando en la televisión pública de Filadelfia, Meyers se trasladó con su hermana, Sally, a Los Ángeles, California, para probar suerte en Hollywood. Sin ningún tipo de contacto, consiguió el puesto de asistente de producción en el programa de la CBS llamado The Price is Right tres días después de su llegada.
Dos años más tarde, Meyers renunció a su trabajo para centrarse en la escritura de guiones, además de tomar clases de realización cinematográfica. Para su manutención, comenzó un pequeño negocio de fábrica de queso luego de las reacciones que obtuvo tras una cena. Finalmente, fue contratada como Editora de Historia (history editor) para una película producida por Ray Stark, que la despediría luego de una discusión sobre dos escritores trabajando sobre el mismo guion sin saberlo.

### Asociación con Shyer
A fines de la década de 1970, Meyers comenzó a trabajar con Charles Shyer cuando era Editor de Historia en la división de películas Motown, donde ambos se hicieron amigos y, junto con Harvey Miller, crearían el guion para la comedia Private Benjamin (1980). Private Benjamin se convirtió en un éxito de taquilla del año 1980, recaudando cerca de 70 millones de dólares en total; fue nominada al Óscar al mejor guion original. Como adición, la película dio paso a la serie bajo el mismo título que se emitió entre 1981 y 1983, ganadora del Premio Globo de Oro a la televisión.
El siguiente proyecto de Meyers y Shyer fue Irreconcilable Differences, en 1984, el cual marcó el debut como director de Shyer. Shelley Long y Ryan O'Neal tenían el papel de una pareja cuya obsesión por el éxito destruye la relación con su hija, interpretada por Drew Barrymore. Tuvo una tibia acogida por parte de la crítica y un moderado éxito de taquilla, recaudando 12,4 millones de dólares. Aun así, recibió múltiples nominaciones a los Globos de Oro, incluyendo el de mejor actriz para Long y Barrymore.
También en 1984, Meyers y Shyer escribieron Protocol, otra comedia protagonizada por Goldie Hawn. Hawn reportó que no le gustaba el guion, por lo que contrató a Buck Henry para que lo revisara a fondo, lo que produjo que el trío fuera a un arbitraje para resolver sus diferencias. Ni Meyers ni Shyer se involucraron en la producción o dirección de la película, y les fue un poco mejor en la taquilla que con Irreconcilable Differences, ganando 23,3 millones de dólares en total.

### Producción
Finalmente, Meyers se volvería a la producción con Baby Boom (1987). Su debut fue en colaboración con la actriz Diane Keaton, catalizando una serie de experiencias de Meyers había protagonizado junto a Shyers y sus amigos en intentar alcanzar una carrera exitosa mientras que su familia crecía.Baby Boom fue recibido favorablemente por la crítica y obtuvo un Globo de Oro a la mejor película de musical o comedia, recaudando 1,6 millones de dólares en el primer fin de semana solo en Estados Unidos y, 26,7 millones de dólares en total.

### Otras obras
Nancy es conocida mundialmente por su éxito cómo guionista y directora de The parent trap (1998). Otras películas de Nancy a destacar son, The Holiday (2006), Something's Gotta Give (2003), It´s Complicated (2009) y The Intern (2015).

## Filmografía

### Directora
- The Intern (2015)
- It's Complicated (2009)
- The Holiday (2006)
- Something's Gotta Give (2003)
- What Women Want (2000)
- The Parent Trap (1998)

### Productora
- The Holiday (2006)
- Something's Gotta Give (2003)
- The Affair of the Necklace (2001), productora ejecutiva (no-acreditada)
- What Women Want (2000)
- Ted Hawkins: Amazing Grace (1996), coproductora
- Father of the Bride Part II (1995)
- I Love Trouble (1994)
- A Place to Be Loved (1993), productora asociada
- Father of the Bride (1991)
- Baby Boom (1987)
- Private Benjamin (1980)

### Guionista/Argumentista
- The Holiday (2006)
- Something's Gotta Give (2003)
- The Parent Trap (1998)
- Father of the Bride Part II (1995)
- I Love Trouble (1994)
- Once Upon a Crime... (1992)
- Father of the Bride (1991)
- Baby Boom (1988)
- Baby Boom (1987)
- Protocol (1984)
- Irreconcilable Differences (1984)
- Private Benjamin (1981)
- Private Benjamin (1980)

## Premios y distinciones
Premios Óscar
| Año  | Categoría            | Película            | Resultado |
| ---- | -------------------- | ------------------- | --------- |
| 1981 | Mejor guion original | La recluta Benjamin | Nominada  |

Globos de Oro
| Año  | Categoría                          | Película         | Resultado |
| ---- | ---------------------------------- | ---------------- | --------- |
| 2009 | Mejor Película - Comedia o musical | It's Complicated | Candidata |
| 2009 | Mejor Guion                        | It's Complicated | Candidata |